# Saint-Rémy-la-Varenne
Saint-Rémy-la-Varenne är en kommun i departementet Maine-et-Loire i regionen Pays de la Loire i nordvästra Frankrike. Kommunen ligger i kantonen Les Ponts-de-Cé som tillhör arrondissementet Angers. År 2018 hade Saint-Rémy-la-Varenne 953 invånare.

## Befolkningsutveckling
Antalet invånare i kommunen Saint-Rémy-la-Varenne
| Referens: INSEE |